# Кузнецкий сельсовет (Липецкая область)
Кузнецкий сельсове́т — сельское поселение в Лебедянском районе Липецкой области. 
Административный центр — слобода Пушкаро-Кладбищенская.

## История
В соответствии с законами Липецкой области №114-оз от 02.07.2004 и №126-оз от 23.09.2004 Кузнецкий сельсовет наделён статусом сельского поселения, установлены границы муниципального образования.

## Население
| 2010 | 2012 | 2013 | 2014 | 2015 | 2016 | 2017 |
| ---- | ---- | ---- | ---- | ---- | ---- | ---- |
| 622  | ↘602 | ↗605 | ↗612 | ↘604 | ↘580 | ↘560 |
| 2018 | 2021 |      |      |      |      |      |
| ↘550 | ↗645 |      |      |      |      |      |

## Состав сельского поселения
| № | Населённый пункт      | Тип населённого пункта          | Население |
| - | --------------------- | ------------------------------- | --------- |
| 1 | Калиновка             | деревня                         | 0         |
| 2 | Красновка             | деревня                         | 0         |
| 3 | Малые Иншаки          | деревня                         | 30        |
| 4 | Надеждино             | деревня                         | 20        |
| 5 | Пушкаро-Кладбищенская | слобода, административный центр | 350       |
| 6 | Старое Ракитино       | село                            | 90        |
| 7 | Томилино              | деревня                         | 0         |
| 8 | Хорошовка             | село                            | ↘132      |

### Упразднённые населённые пункты
Малое Крутое — упразднённая в 2001 году деревня.